# Château de Fanson
Le château de Fanson est situé à Xhoris, section de la commune belge de Ferrières, dans la province de Liège, en Région wallonne.

## Situation
Le château et son domaine se situent dans la vallée du Boé à l'extrémité nord de la commune de Ferrières et à la limite des communes de Hamoir, Comblain-au-Pont et Aywaille. 
Fanson se trouve au milieu d'un vaste domaine comprenant bois, prairies, parcs et étangs aux confins de la Famenne schisteuse et de la Calestienne calcaire. L'accès au château et au domaine est interdit au public.

## Histoire
La seigneurie de Fanson est mentionnée dès le Moyen Âge. Le château se composait d'un donjon entouré de fossés qui furent transformés en étangs au XVIIIe siècle. Possession de la famille de Sélys-Fanson pendant de nombreuses décennies, le château s'agrandit aux XVII et XVIIIe siècles. Plusieurs cours furent créées. On en compte actuellement cinq. L'actuelle façade a été érigée en 1764.
Cette propriété a fait partie du territoire de la commune de Xhoris depuis la révolution de 1789 jusqu'à la fusion des communes de 1977. Avant cette date, le domaine de Fanson constituait un franc-alleu.

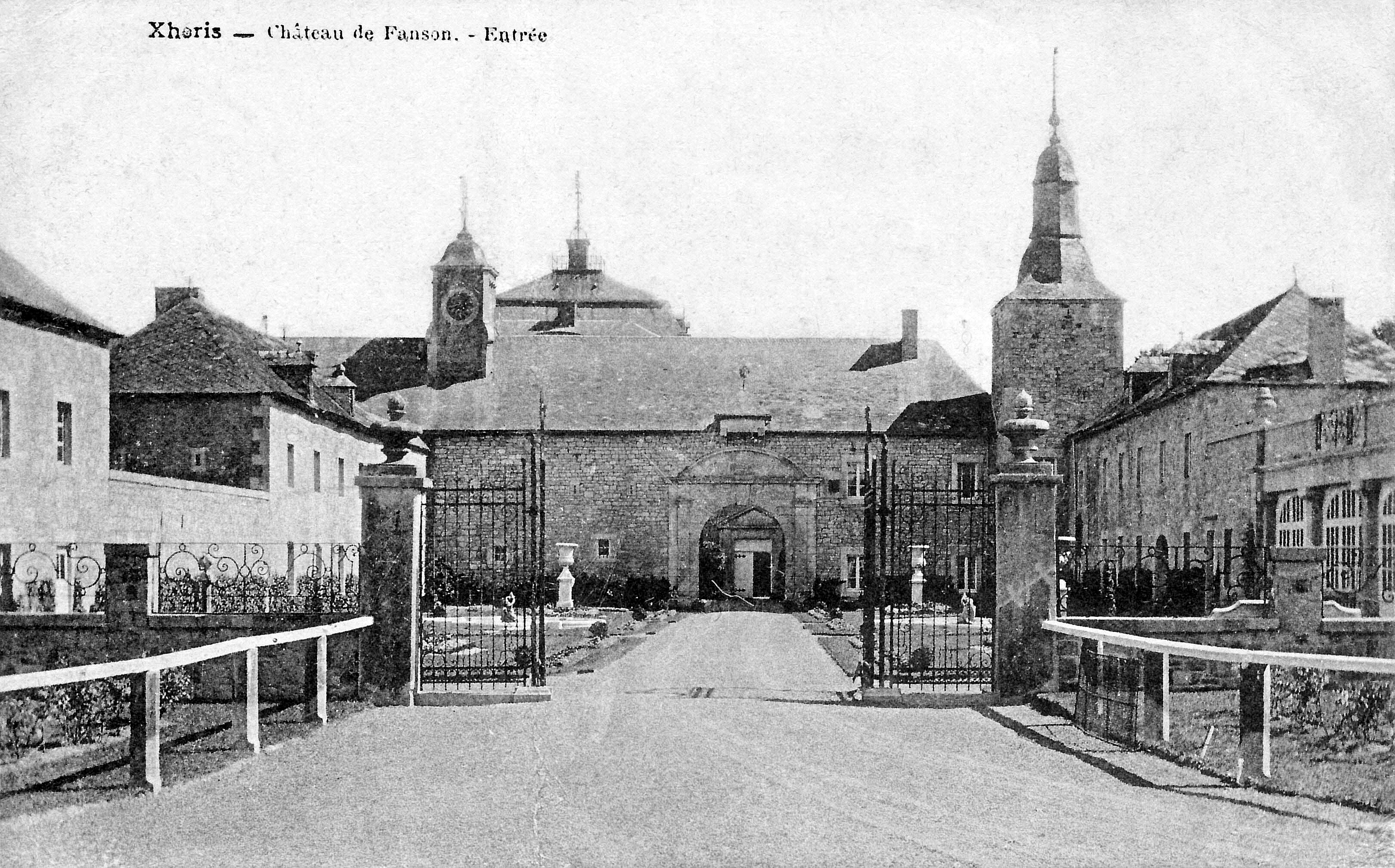
Le château de Fanson en 1928

## Classement
Le château et ses abords immédiats sont repris sur la liste du patrimoine immobilier classé de Ferrières depuis 1971.

## Hameau
Situées à l'est du château le long de la N.86 Aywaille - Marche-en-Famenne, la petite dizaine d'habitations du hameau de Fanson appelé aussi Awan-Fanson ou le Plat d'Awan font partie de la commune d'Aywaille.